# Liste von Malern/XYZ
Die folgende Liste führt möglichst umfassend Maler aller Epochen auf.
Die Liste ist soweit vorhanden alphabetisch nach Nachnamen geordnet.

## X…
Xago (* 1942), Deutschland
Xu Beihong (1895–1953), China
Xu Wei (1521–1593), China

## Y…
Yajuan, Han (* 1980), China
Yamazaki Taihō (1908–1991), Japan
Yan Liben (600–673), China
Yanagi, Miwa (* 1967), Japan
Yanagisawa Kien (1703–1758), Japan
Yáñez, Roberto (* 1974), Chile
Yeats, Jack Butler (1871–1957), Irland, Expressionismus
Yelin d. Ä., Rudolf (1864–1940), Deutschland
Yelin d. J., Rudolf (1902–1991), Deutschland
Yepes, Tomás (1598–1674), Spanien (Valencia)
Ykens, Frans (1601–1693), flämischer Maler
Yoakum, Joseph (1886–1972), USA
Yosa Buson (1716–1784), Japan
Young, Peter (* 1940), USA
Yvon, Adolphe (1817–1893), Frankreich

## Z…
Zabotin, Wladimir von (1884–1967), Ukraine/Deutschland
Zadkine, Ossip (1890–1967), Weißrussland, Kubismus und Primitivismus
Zalisz, Fritz (1893–1971), Deutschland
Zanchi, Antonio (1631–1722), Italien
Zank, Hans (1889–1967), Deutschland, Expressionismus
Zanotti, Giampietro (1674–1765), Italien
Zauner, Elke (* 1972), Deutschland
Zauner, Franz Anton von (1746–1822), Österreich
Zechner, Johanes (* 1953), Österreich
Zeiller, Franz Anton, (1716–1794), Österreich
Zeiller, Johann Jakob (1708–1783), Österreich
Zeiller, Otto (1913–1988), Österreich
Zeiller, Paul (1655–1738), Österreich
Zeitblom, Bartholomäus (um 1465–um 1518), Deutschland
Zeitler, Anton (1909–1969), Deutschland
Zeller, Magnus (1888–1972), Deutschland
Zeller, Manfred (1954–2021), Österreich
Zelmer, Wolfgang (* 1948), Deutschland
Zelotti, Giovanni Battista (* um 1526–1578), Italien
Zenderoudi, Hossein (* 1937), Iran
Zeppel-Sperl, Robert (1944–2005), Österreich
Zevio, Altichiero da (um 1330–um 1390), Italien, Gotik
Zhang Daqian (1899–1983), China
Zhang Huan (* 1965), Volksrepublik China
Zhang Zeduan (11./12. Jahrhundert), China
Zhao Mengfu (1254–1322), China
Zhao, Yongbo (* 1964), Volksrepublik China
Zhu Da (1625–1705), China
Zichy, Mihály (1827–1906), Ungarn
Zick, Januarius (1730–1797)
Zick, Johannes (1702–1762)
Ziegler, Josef (1785–1852), Österreich
Ziegler, Richard (1891–1992), Deutschland
Ziegler, Thomas (1947–2014), Deutschland
Zielasco, Robert (1948-), Österreich
Ziem, Félix (1821–1911), Frankreich, Romantik
Zierath, Willy (1890–1938)
Zierngibl, Hans August (1864–1906), Deutschland
Ziesenis der Ältere, Johann Georg (1681–1748)
Ziesenis der Jüngere, Johann Georg (1716–1776)
Ziesenis, Maria Elisabeth (1744–1796)
Zilling, Paul (1900–1953), Deutschland
Zimmer, Ernst (1864–1924), Deutschland
Zimmer, Wilhelm (1853–1937), Deutschland
Zimmermann, Albert (1809–1888), Deutschland, Romantik
Zimmermann, Clemens von  (1788–1869), Deutschland
Zimmermann, Ernst (1852–1901), Deutschland
Zimmermann, Johann Baptist (1680–1758)
Zimmermann, Max (1811–1878), Deutschland, Romantik
Zimmermann, Reinhard Sebastian (1815–1893), Deutschland, Realismus
Zincke, Christian Friedrich (1683/85–1767)
Zingarello, eigentlich: Pietro Negroni (* um 1505 oder 1515/1520), Italien (Neapel)
Zingg, Adrian (1734–1816), Schweiz
Zink, Johann Michael (1694–1765)
Zink, Matthias (1665–1738)
Zink, Paul Christian (1687–1770)
Zinner, Robert (1904–1988), Österreich
Zocchi, Giuseppe (1716–1767), Italien
Zoffany, Johann (1733–1810), Deutschland, Klassizismus
Zogbaum, Adolf (1883–1950), Deutschland
Zoller, Anton (1695–1768), Österreich
Zoller, Franz Karl (1748–1829), Österreich
Zoller, Josef Anton (1730–1791), Österreich
Zorach, Marguerite (1887–1968), USA, Fauvismus
Zorach, William (1887–1966), Litauen/USA, Abstrakte Kunst
Zorn, Anders (1860–1920), Schweden, Realismus
Zuccarelli, Francesco (1702–1788), Italien, Rokoko
Zuccari, Federico (1543–1609), Italien, Manierismus
Zuccari, Taddeo (1529–1566), Italien, Manierismus
Zucchi, Antonio (1726–1795), Italien
Zügel, Heinrich (1850–1941), Deutschland
Zuloaga, Ignacio (1870–1945), Spanien
Zülow, Franz von (1883–1963), Österreich
Zumbusch, Ludwig von (1861–1927), Deutschland, Impressionismus
Zünd, Robert (1827–1909), Schweiz,  Pointillismus, Neo-Impressionismus
Zurbarán, Francisco de (1598–1664), Spanien, Barock
Zurbarán, Juan de (1620–1649), Spanien, Barock
Zweers, Thijs (1986-), Niederlande
Zwintscher, Oskar (1870–1916), Deutschland